# Buletin de București
Buletin de București je rumunský film z roku 1983. Pojednává o příběhu inženýrky agronomie Silvie Popescu a taxikáře Radu Petrescu, kteří se vzali, ačkoliv k tomu měli jediný důvod – on peníze, které mu ona nabídla, a ona Bukurešť, ve které chtěla zůstat.

## Děj
Mladá Silvia Popescu, původem z Călăraşi, absolvovala institut agronomie. Je poslána na práci do Dorhoi, ale tam se jí nechce. Nakonec dostane radu, že se dá cesta odložit, když se provdá někoho z Bukurešti. Kamarádka Elvira se snaží najít někoho, kdy by si Silvii vzal pro peníze. Nicméně všichni potencionální kandidáti mají nějaké zádrhele a tak si Silvia z bezradnosti zanaříká v taxíku. Když Silvie vysloví částku 10 000 ROL, otočí se na ně taxikář Radu a nabídne se, že by si ji vzal, pokud mu dá 10% zálohu. V den svatby uvidí Silvie na schodech své rodiče, kterým nic neřekla. Utíká tedy dalším východem a její kamarádi ji zapřou. Bezradní rodiče nasednou do taxíku, který řídí Radu. Ten je odveze až k radnici. Rodiče, kteří stále o ničem neví, jej jdou hledat. Poté, co oddávající konstatuje, že manželství je uzavřeno, vběhne do obřadu Silviina matka, ale Silvin otec ji zadrží a oba odcházejí. Silvie s Radem se na ně podívají a matka se na ně ještě jednou otočí a uvidí Silvii. Udělá se jí špatně. Silvia rodičům řekne, že Radu je taxikářem jen dočasně a ve skutečnosti je jenom doktorem  Jedou se tedy nejprve najíst do restaurace. Radu je poté odveze k Miahiovi do bytu, kde se rodiče rozhodnou vyzkoušet nebo přestěhovat snad všechno zařízení, od Mihaiova rotopedu, až po obývací stěnu a obrazy. Když jde spát, Silvie si nechce lehnout vedle Rada a učiní tak, až když matka, jakoby náhodou vejde do pokoje. Radu navíc sděluje Silvii, že musí splatit 10 000 ROL, jelikož měl nehodu a byl shledán vinným. Mezitím se Mihaiova žena Olga snaží dostat do bytu, ale Silviin otec ji nechce pustit. Rodiče si představují krásnou budoucnost. Při odchodů zanechává Costică v bytě svou šekovou knížku. Ráno je Silvia na stanici Milice (tj. Rumunská VB) a zjišťuje, že potřebný průkaz není možno vydat. Radu a Silvia se po chvíli rozhodnou, že půjdou za advokátem a požádají jej o pomoc. Radu se snaží využít svého přítele Mihaie, aby se stal svědkem zinscenovaného důvodu k rozvodu, avšak advokát tvrdí, že to nestačí. Radu má být proto vyfotografován s Elvirou v parku Cișmigiu. Silvia jde po soudním řízení pracovat do Dorhoi. Radu vrací šekovou knížku a přichází pracovat do stejné vesnice jako veterinář. Radu a Silvia se tak znovu setkávají. Na závěr filmu se objevují rodiče, kteří o rozvodu mladého páru neví.

## Obsazení

### Hlavní role
- Catrinel Dumitrescu – inženýrka agronomie ing. Silvia Popescu
- Mircea Diaconu – taxikář Radu Petrescu
- Draga Olteanu-Matei – Eleonora Popescu, matka Silvie
- Octavian Cotescu – Constantin (Costică) Popescu, otec Silvie

### Dále hrají
- Ştefan Mihăilescu Brăila – soudruh Matheianu
- Geo Saizescu – Toplica, advokát
- Diana Lupescu – Elvira přítelkyně Silvie
- Constantin Diplan – taxikář Mihai Stănescu, kamarád Rada
- Rodica Mandache – Olga, Mihaiova žena

## Výroba
Hudbu k filmu, tedy písně Nu uita, vântule! (Nezapoměň, větře!) a Hai la Bucureşti, složil Anton Şuteu. První z nich otextoval Eugen Rotaru a zpívala ji Mirabela Dauer, která si na začátku také střihla malou roli. Film byl natočen ve spolupráci s firmami Fujifilm a Azomureş, zpracován byl v laboratořích F.P.P. Na film navazuje další díl z roku 1985, se stejnými čtyřmi hlavními hrdiny, Căsătorie cu repetiție.